# English Bicknor Castle
English Bicknor Castle är ett slott i Storbritannien.   Det ligger i grevskapet Gloucestershire och riksdelen England, i den södra delen av landet, 170 km väster om huvudstaden London. English Bicknor Castle ligger 146 meter över havet.
Terrängen runt English Bicknor Castle är platt österut, men västerut är den kuperad. Runt English Bicknor Castle är det ganska tätbefolkat, med 144 invånare per kvadratkilometer. Närmaste större samhälle är Coleford, 4,8 km söder om English Bicknor Castle. I omgivningarna runt English Bicknor Castle växer i huvudsak blandskog.